# Catió (Guinea Bissau)
Catió és una vila i un sector de Guinea Bissau, capital de la regió de Tombali. Té una superfície 1.020 kilòmetres quadrats. En 2008 comptava amb una població de 15.318 habitants, d'ells 9.017 a la part urbana.
Catió, juntament amb Canjadude i altres camps del PAIGC van ser assetjats pels portuguesos el 1973.

## Persones notables
- Abdulai Silá (1958-), enginyer i escriptor.